# Galeota de escotilla

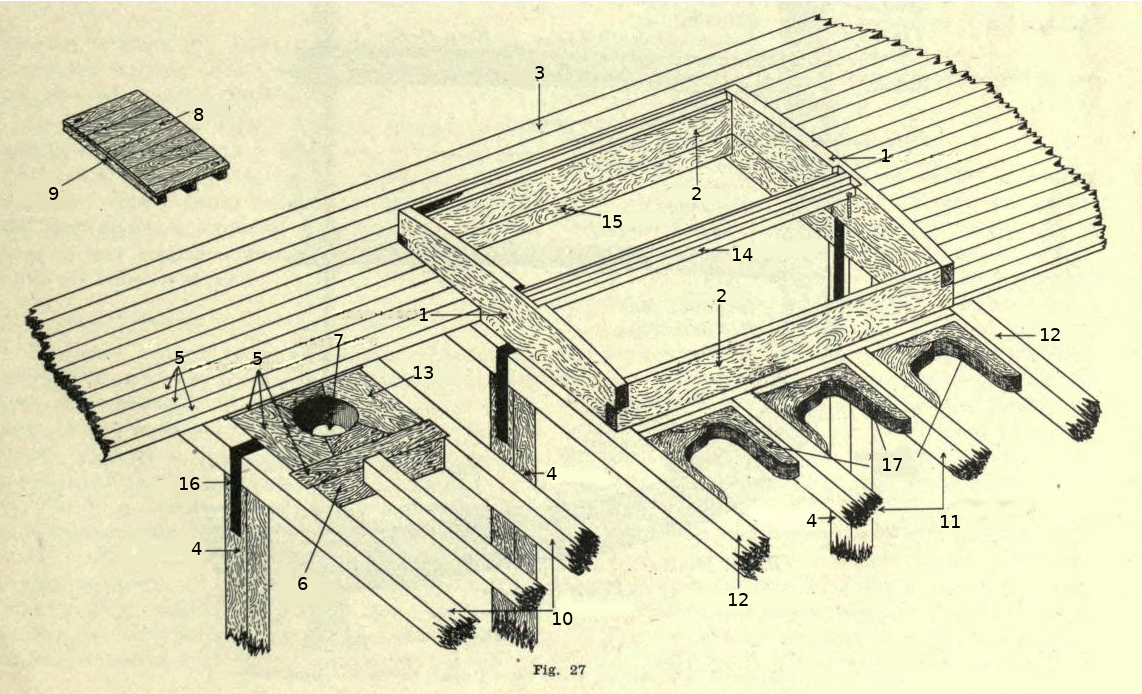
1.-Brazola
2.-Eslora de escotilla
3.-Cubierta
4.-Puntal
5.-Traca
6.-Llave de fogonadura
7.-Fogonadura
8.-Cuartel
9.-Eslora de tapa de escotilla
10.-Bao de fogonadura
11.-Semibao de escotilla
12.-Bao de escotilla
13.-Mallete
14.-Galeota de escotilla
15.-Carlinga
16.-Fleje
17.-Curva
Ref.: Diccionario enciclopédico marítimo (inglés-español), por Luis Delgado Lamelland.

En náutica, galeota de escotilla es una de las dos viguetas que lateralmente forman el marco de una escotilla, sobre las cuales descansan las esloras de la caja de ella.
Sobre las galeotas vienen a entallarse los falsos baos de banda y banda que soportan la cubierta.

## Definiciones relacionadas
- También recibe el mismo nombre otra vigueta que, en el sentido longitudinal y en crujía, se apoya en entallas de las brazolas de la escotilla dividiéndola en dos partes iguales. Sólo se emplea en escotillas muy desarrolladas en sentido transversal y su objeto es dar apoyo a los cuarteles o enjaretados que las tapan, los cuales es preciso dividir para que sean manejables.

- El mismo nombre se daba a una gruesa vigueta que, paralelamente a otra igual, iba desde el castillo de popa al de proa en los buques antiguos. Entre las dos se apoyaban encajados los cuarteles movibles de la boca del combés.